# Robert Deane, 1. Baron Muskerry
Robert Tilson Deane, 1. Baron Muskerry (* 19. Oktober 1747; † 25. Juni 1818), war ein irischer Peer und Politiker.

## Leben
Robert Deane war der zweite Sohn von Sir Robert Deane, 5. Baronet, aus dessen Ehe mit Charleton Tilson. Er hatte drei Brüder, darunter Jocelyn Deane, und sechs Schwestern. Da sein ältester Bruder jung starb, erbte Deane beim Tod seines Vaters 1770 erbte dessen Adelstitel als 6. Baronet, of Muskerry in the County of Cork.
Deane gehörte mehrmals dem Irish House of Commons an. Von 1771 bis 1776, als Nachfolger seines Vaters, als Abgeordneter für den Wahlkreis Carysfort und von 1776 bis 1781 für den Wahlkreis County Cork. Letzterer Wahlkreis war bereits von seinem Großvater Sir Matthew Deane, 3. Baronet im Irish House of Commons vertreten worden.
Deane war 1773 High Sheriff des County Cork. 1777 wurde er in das Privy Council of Ireland berufen. Des Weiteren war er Gouverneur und Custos Rotulorum des County Limerick.
Am 5. Januar 1781 wurde ihm der Adelstitel Baron Muskerry, of Muskerry in the County of Cork, in der Peerage of Ireland verliehen. Mit dem Titel war ein Sitz im Irish House of Lords verbunden, den er erstmals am 9. Oktober desselben Jahren einnahm und schließlich im Rahmen der Auflösung des Irischen Parlaments durch den Act of Union 1800 verlor. 1783 wurde er Großmeister der Freimaurer-Großloge von Irland und bekleidete dieses Amt bis 1785.
Am 11. März 1783 fungierte er als Bevollmächtigter für den wegen seiner Minderjährigkeit nicht nach Dublin Castle angereisten Prince George und nahm an dessen Stelle dessen Ritterschlag als Knight Companion des Order of Saint Patrick entgegen.
Deane war seit Mai 1775 mit Anne FitzMaurice verheiratet. Diese brachte Springfield Castle in County Limerick, den späteren Familiensitz der Barone Muskerry, mit in die Ehe. Aus der Ehe gingen vier Söhne hervor. Da sein ältester Sohn Robert 1796 kurz vor seinem zwanzigsten Geburtstag verstorben war, erbte dessen jüngerer Bruder John 1818 seine Adelstitel.